# Thelma Adams
Thelma Adams (Llanfyrnach, Gales, 10 de noviembre de 1938 - Glyneithinog, 2024)  fue una granjera y activista galesa.

## Biografía
Thelma Adams nació el 10 de noviembre de 1938, y se crio en la posada Pant y Blaidd, en Gales. En 1961, se casó con Gwynfor Adams y se mudaron a su granja Glyneithinog; ubicada en Boncath, la empresa familiar Caws Cenarth había estado produciendo queso allí desde 1903.  Tanto Thelma como Gwynfor hablaban galés.
En 1984, al implementar  la Política Agrícola Común de la Comisión Europea las cuotas de leche en el Reino Unido,  Adams como forma de protesta se hizo transportar en una bañera llena de leche por la capital de Carmarthen, vestida como Cleopatra. Afirmó que la idea de la protesta era demostrar que "era más barato bañarse en leche que en agua". La BBC informó que este incidente "paralizó [la ciudad]".
Después de que se introdujeran las cuotas lecheras, lo que dio lugar a posibles problemas financieros con la granja, Adams y su marido reabrieron la granja Caws Cenarth en Glyneithinog en 1986, convirtiéndose asi en la primera directora general de la granja. Una vez le dijo al Carmarthen Journal que llevaba la producción de queso en la sangre, ya que su madre también lo produjo. Originalmente dijo haber considerado producir mantequilla, pero que no le producía placer hacerlo. También asistió a un curso sobre elaboración de quesos del Ministerio de Agricultura, Pesca y Alimentación. Además de fabricar queso, los Adams criaron un rebaño de vacas Holstein Friesian de pedigrí, cuya leche se usaría para su queso.
Más tarde se mudó de su granja de Glyneithinog a un apartamento, y después, en 2022, se modernizaron las instalaciones de producción lechera de la granja.
Estuvo casada con Gwynfor Adams hasta su muerte el 15 de octubre de 2021 a los 87 años. Tuvieron dos hijos: Carwyn, quien asumió el cargo de director general de Caws Cenarth en 2020, y Caroline, quien dirige una marca de galletas artesanales llamada Hedyn Aur y también trabajó como enfermera voluntaria.

## Reconocimientos
En 1986, el queso del matrimonio Adams ganó el concurso Edible Ideas, ideas comestibles, de 1986. En diciembre de 1987, el matrimonio Adams recibió al director general de ADAS, Ronald Leslie Bell, en su granja. En 1988, el Secretario de Estado de Gales, Peter Walker, la designó para formar parte de un comité de agricultura no estatutario. En marzo de 1989, Brendan Berry, del Daily Telegraph, calificó a los quesos de Adams como los más conocidos de Gales. Fue finalista del Premio a la Iniciativa de Marketing de la Sociedad de la Organización Agrícola de Gales/ NatWest en 1989.
En 1991, el matrimonio Adams ganó el primer premio en productos lácteos en el South West Dairy Show y participó en un concurso empresarial de Radio Times. En el día de San David de 1993, se promocionó su queso en la tienda insignia de Selfridges en Londres. En 1997, Malcolm Smith, del diario The Independent, recomendó su producción de queso como una atracción turística.  En julio de 1997, según se informa, recibió una solicitud de una muestra de Carlos, Príncipe de Gales (Carlos III). Ella fue una de los varios agricultores entrevistados para la iniciativa en línea Working Lives: Voices from Rural Wales del político galés Ron Davies. En diciembre de 1998, fue  la finalista, pero no la ganadora, del premio a la Mujer Agricultora Galesa del Año de la Unión Nacional de Agricultores. En 1999, entre sus clientes se incluían el Ayuntamiento del condado de Caerphilly, la tienda gourmet Fortnum & Mason y del gran alamcén Harrods.
En septiembre de 1999, Adams protestó contra una campaña del Ayuntamiento del Condado de Caerphilly para asignar un estatus geográficamente protegido al queso de Caerphilly, lo que restringiría su producción a la localidad Caerphilly. En 2015, en medio de las preocupaciones sobre otra crisis financiera en la industria láctea debido a una reciente caída en los precios de la leche, pidió a las familias agrícolas que enfrentaran a la crisis con un truco publicitario similar al suyo.
Adams fue la directora de Caws Cenarth hasta 2022. La empresa recibió dos Órdenes Reales para suministrar su queso orgánico a Carlos III: en 2022 y 2024.